# 漢字詞
漢字詞，或稱為漢源詞，是指位于漢字文化圈（東亞文化圈）内的日本、韓國／朝鮮、越南等國語言中存在的、從古漢語中派生出的詞彙。
- 在越南被稱爲漢越詞（／）
- 在朝鮮／韓國被稱爲漢字語（한자어／漢字語）
- 在日本被稱爲漢語（かんご／カンゴ／漢語）

與當地固有詞的用法相反的是，漢字詞都可以用漢字直接表記，而固有詞只能用本民族文字（韓國／朝鮮：諺文；越南：喃字、國語字；日本：片假名、平假名）表記（日文的漢字訓讀音除外）。
在近代以前的朝鮮、越南以及現在的日本，這些詞彙大多直接用漢字寫出。近代以後的朝鮮、越南逐漸用本國的拼音文字（朝鮮／韓國使用諺文，越南使用國語字）來拼寫這些漢字詞。
20世紀初左右，受西方影響及口語習慣的改變，大量新興的概念逐漸產生，漢字詞成為漢字文化圈國家創造新詞的主要手段，並能按照各國的漢音系統誦讀。此舉大大增加了漢字詞於各國語言的比例，也為漢圈各國的文化交流提供不少幫助，有些詞語甚至回頭傳入中國，被中國吸收，例如經濟、民主等等近代產生的詞語。
现在，韩国语、越南语和日文词汇的相當大比例（有說法認為七成以上）都是由汉字词组成的。
漢字詞雖然源自古代中國，但由於傳入時間很久，已經充分融入當地語言中，所以在日本語、韓國／朝鮮語和越南語中一般不將漢字詞看作外來語。
日、韓、越在漢字詞發音上各自有完善的發音系統，大約確立於中古漢語時代，因此保存了古代發音，但多少受當地口音影響，對中古漢語的研究仍相當有參考價值。
系統是將漢字以單個字的發音借入，再經多字組合，供特定詞彙使用，變調如中國方言的現象並不明顯。

## 朝鮮／韓國語
漢字詞在朝鲜文所佔的比例很大也很重要。因为朝鲜语相当多的抽象概念或现代事物需要使用汉字词来表达。不同方言的朝鮮文由於與中國的親疏關係，採納的漢字詞數量亦有所不同。
朝鲜文汉字词除了来自古汉语以外，还有相当大的一部分是在日本殖民期间从日本语中吸收来的，这些词汇大多数用来表达现代事物或概念，比如與。
在吸收日本语的汉字词的时候，朝鲜语完全按照朝鲜文的汉字音来读，所以即使是像、这样用固有詞複合造詞的也一概的用朝鲜文的汉字音来读“：（ch'ui so）”、“：（hal in）”、“：（ha mul）”。
除了从古汉语和日文吸收汉字词以外，朝鲜文也有为数不多的自制汉字词，例如。

## 日語
「汉语」（日语：／）指吸收并改造漢語的词汇，当中包括和製汉语。大部分与中文意思相同或相近，一小部分完全不同甚至相反。主要是抽象词汇和意义明确的词汇。日本的政府公文與报纸刊物大量使用汉字。清末開始一部分和製漢語又向中國回流，並為現代漢語所採用。

## 越南語
汉越词在越南语裏所占的比例众说纷纭。法国汉学家马伯乐认为越南语中的汉语借词约占越南语词汇的60%，越南学者黃文行则认为汉越词大约占60%，在政治、经济、法律等领域则高达70-80%，还有许多越南学者认为高达82%。
漢越詞本來是使用漢字書寫的，但現時已經使用越南自己的拼音文字國語字書寫。這種文字在20世紀早期已經被使用作書寫越南語言。
越南經過上千年歷史受漢人所統治，受中國文化影響較大，因此有很多古漢語的詞彙被引入越南的語言之中。當中文言文多被用作行政上的書寫語言，故在科學、政治、教育及哲學領域上的詞彙大多滲入了漢語的詞彙。正如日語裡的和朝鮮語裡的一樣，這些從中國傳入的詞彙在越南語裡都會有另一種特定的讀音，並且很大程度上保留了古漢語的發音。
隨著西方思想傳入，一些西方的概念經由中國再傳入越南，越南的學者閱讀漢譯後的西方文學作品。因此西方的名字，大多亦經由這個途徑（有的先由日本傳入中國，再輾轉傳到越南，也有的直接從日本傳入越南）傳入越南語之中。例如「葡萄牙」這一個西方國家名字，越南語稱作；英國在越南語則稱作，簡稱；而美國也同樣作，簡稱。
有趣的是，英語裡一字先是由日語翻譯成，再由中國傳入越南，越南語作並簡稱為，恰巧地與英語本字串法差不多。此外，一些近代西方的概念由日本傳入越南，如「醫院」在越南語中作，恰與日語一致。
近代，漢越詞的地位越趨式微，因為越南社會鼓吹使用越南語固有詞彙，及使用拼音方法拼寫外國名字（或直接照搬英文中的拼法），漢越詞被批評為無意思，或者只是簡單的拼音的引申方法而已。當有足夠的越南語固有詞彙存在時，則會傾向使用固有詞彙。如美國的「白宮」在越南語稱為而非漢越詞的對應讀法。
另一個例子就是越南語裡的國家名字。除了一些根深蒂固的名字如外，世界大部份其他國家的名字均採用了與國家名字原來發音相近的拼音名字而非漢越詞。但是一些中國的特定名字及概念，如地名、政治、文學、宗教、科學、醫學、及科技上的詞彙等則繼續沿用漢越詞。
有時候各地方也存在著詞彙使用上的差異，如表示「飛機」之意的越南語固有詞彙是首都河內的標準用語，但南方則較多使用漢越詞一字，可見不同地方對漢越詞還是固有詞的優先使用有所不同。
漢越詞的地位有點像英語裡一些基於拉丁語引申而來的詞彙，這些詞彙都會多於正式的場合使用，日常生活則較少。那是因為漢語與越南語在文法上有所差異，如語序上剛好相反，這使漢越詞或句式在越南語中出現了文法上錯誤的情況。例如，漢越詞與固有詞（意思直譯：馬白）。所以甚少機會出現漢越詞與固有詞混合為一個詞彙的情況。
- 同於中文的漢越詞：如、等詞彙。

- 異於中文的漢越詞：有一些漢越詞是由越南人自己發明的，漢語不曾使用。如解作「牧師」。亦有一些漢越詞在現代漢語中已經不再使用。如，意思為「理論」；又例如在越南語裡，美國的官方名字是，但現代漢語只在特定少數場合使用該詞，比如「花旗」一詞為美國國旗的古代叫法，或者是美資的「花旗銀行」，又或者是人蔘的一種「花旗參」。

使用國語字來書寫漢越詞產生了一些有關詞彙的來源混淆問題，因為漢語及漢越語同時存在大量的異義同音字。例如與均書寫成為，所以這一字既可解作「明亮」，亦可解作「陰暗」兩個相反的意思（雖然一字已經甚少使用）。可能正因為這個原因，冥王星的越南語寫法並非如其他同屬漢字文化圈的國家一樣作，而是基於佛教和印度教的神「閻王」而改稱。在胡朝時，越南的正式國名是。但現代越南人只知是「愚蠢」的意思，所以有不少人誤譯為。不過，這些異義同音字的問題又並沒有想像中般嚴重，縱然以國語字書寫的漢越詞含多個解釋，但當它被寫成國語字後，其中一個會廣為人知，另一個則會“退隱”。而且，漢越詞甚少單獨使用，通常都會以一個複合詞彙的形式出現，所以這些複合詞大多都獲得保留繼續使用。
由於漢越詞的優越地位及較為正式，所以越南人多會把他們的子女名字以漢越詞命名。固有詞也有时會使用作名字，但只限於舊一代或者鄉村地區。

## 漢字詞舉例
| 固有詞例                  | 固有詞例          | 固有詞例               | 固有詞例      | 固有詞例        | 固有詞例          | 固有詞例          | 固有詞例          | 固有詞例        |
| ------------------------- | ----------------- | ---------------------- | ------------- | --------------- | ----------------- | ----------------- | ----------------- | --------------- |
| 英語                      | 漢語官話 (北京音) | 漢語廣東話 (廣州音)    | 漢語閩南話    | 日語 (東京方言) | 朝鮮語 (漢城方言) | 越南語 (西貢方言) | 琉球語 (沖繩方言) | 壯語 (武鸣方言) |
| Nation                    | 國家              | 國家 gwok3 gaa1        | 國家 kok-ka   | kuni            | 나라 nara         |                   | 島 shima          | –               |
| Mountain                  | 山                | 山 saan1               | 山 soaⁿ       | 山 yama         | 메 me             |                   | 盛 mu'i           | bya (岜)        |
| One                       | 一                | 一 jat1                | 一 chi̍t       | 一つ hitotsu    | 하나 hana         |                   |                   |                 |
| Forest                    | 森林              | 樹林 syu6 lam4         | 樹林 chhiū-nâ | 森 mori         | 숲 sup            |                   | 山 yama           | ndoeng (崬)     |
| Language                  | 語言              | 話 waa2 文 man2        | 話/語 ōe/gí   | 言葉 kotoba     | 말 mal            |                   | 口 kuchi          | Vah             |
| to write (past tense)     | 寫                | 寫 se2                 | 寫 siá        | 書く kaku       | 쓰다 sseuda       |                   | 書ちゅん kachun   | –               |
| Soup                      | 湯                | 湯 tong1 羹 gang1      | 湯 thng       | 汁 shiru        | 국 guk            | (羹)              | 湯 yuu            | –               |
| to eat                    | 吃 食             | 食 sik6                | 食 chia̍h      | 食べる taberu   | 먹다 meokda       |                   | 噛むん kamun      | gwn (𫩒)        |
| mother (非正式)           | 媽媽              | 老母 lou2 mou2 乸 naa2 | 阿母 a-bú     | お母さん okāsan | 어머니 eomeoni    |                   |                   | –               |
| personal pronoun (通用詞) | 我                | 我 ngo5                | 我 góa        | 私 watashi      | 나 na             |                   | 我ん wan          | gou (我)        |

| 漢字詞舉例          | 漢字詞舉例        | 漢字詞舉例                       | 漢字詞舉例              | 漢字詞舉例              | 漢字詞舉例        | 漢字詞舉例          | 漢字詞舉例               | 漢字詞舉例                        |
| ------------------- | ----------------- | -------------------------------- | ----------------------- | ----------------------- | ----------------- | ------------------- | ------------------------ | --------------------------------- |
| 英語                | 漢語官話 (北京音) | 漢語廣東話 (廣州音)              | 日本語漢字詞 (東京方言) | 朝鮮語漢字詞 (漢城方言) | 漢越詞 (西貢方言) | 漢語閩南話 (廈門音) | 漢琉詞 (沖繩方言)        | 漢壯詞 (武鸣方言)                 |
| Ethnicity           | 民族              | 民族 man4 zuk6                   | 民族 minzoku            | (민족) minjok           |                   | 民族                | 民族 minzuku             | Minzcuz (民族)                    |
| Populace            | 人民              | 人民 jan4 man4                   | 人民 jinmin             | (인민) inmin            |                   | 人民                | 人民 jinmin              | yinzminz (人民)                   |
| Republic            | 共和國            | 共和國 gung6 wo4 gwok3           | 共和 kyōwakoku          | (공화국) gonghwaguk     |                   | 共和國              | 共和                     | gunghozgoz (共和国)               |
| Chinese character   | 漢字              | 漢字 hon3 zi6                    | 字 kanji                |                         |                   | 漢字                | 漢字 kwanji              | –                                 |
| Telephone           | 電話              | 電話 din6 waa6                   | 電話 denwa              | (전화) jeonhwa          |                   | 電話                | 電話 denwa               | –                                 |
| Great Wall of China | 萬里長城          | 萬里長城 maan6 lei5 coeng4 sing4 | 里の長城 Banri-no-Chōjō |                         |                   | 萬里長城            | 里ぬ長城manri-nu-Choojoo | fanh leix ciengzsingz（万里长城） |
| Student             | 学生              | 學生 hok6 saang1                 | 生 gakusei              | (학생) haksaeng         |                   | 學生                | 生 gakusoo               | hagseng (学生)                    |
| Freedom             | 自由              | 自由 zi6 jau4                    | 自由 jiyū               | (자유) jayu             |                   | 自由                | –                        | cwyouz (自由)                     |
| Equality            | 平等              | 平等 ping4 dang2                 | 平等 byōdō              | (동등) dongdeung        |                   | 平等                | –                        | bingzdaengj (平等)                |
| News(paper)         | 新聞              | 新聞 san1 man4                   | 新聞 shinbun            | (신문) sinmun           |                   | 新聞                | –                        | sinhvwnz（新闻）                  |
| Film                | 電影              | 電影 din6 jing2                  | 映 eiga                 | (영화) yeonghwa         |                   | 電影                |                          | denyingj（电影）                  |

## 外部連結
- 東邦文化學館
- 漢藏語系及其它語言漢字音中的數字1－10 （页面存档备份，存于）